# Joseph Vũ Văn Thiên
Joseph Vũ Văn Thiên (Kẻ Sặt, 26 ottobre 1960) è un arcivescovo cattolico vietnamita, dal 17 novembre 2018 arcivescovo metropolita di Hà Nội.

## Biografia
Joseph Vũ Văn Thiên è nato il 26 ottobre 1960 a Kẻ Sặt, provincia di Hai Duong e diocesi di Hải Phòng, nella parte settentrionale del Vietnam.
Ha ricevuto l'ordinazione sacerdotale il 24 gennaio 1988 per imposizione delle mani di monsignor Joseph Marie Nguyễn Tùng Cương, vescovo di Hải Phòng; si è incardinato, ventisettenne, come presbitero della medesima diocesi.
Il 26 novembre 2002 papa Giovanni Paolo II lo ha nominato, quarantaduenne, vescovo di Hải Phòng; è succeduto a monsignor Tùng Cương, deceduto il 10 febbraio 1999. Ha ricevuto la consacrazione episcopale il 2 gennaio 2003, nella cattedrale della Regina del Rosario ad Haiphong, per imposizione delle mani del cardinale Paul Joseph Phạm Đình Tụng, arcivescovo metropolita di Hà Nội, assistito dai co-consacranti monsignori Paul Nguyễn Văn Hòa, vescovo di Nha Trang, e François Xavier Nguyễn Văn Sang, vescovo di Thái Bình; ha preso possesso della sua sede durante la stessa cerimonia. Come suo motto episcopale il neo vescovo Vũ Văn ha scelto Phục vụ trong niềm vui và hy vọng, che tradotto vuol dire "Servi con gioia e speranza".
Il 17 novembre 2018 papa Francesco lo ha promosso, cinquantottenne, arcivescovo metropolita di Hà Nội; è succeduto all'ottantenne cardinale Pierre Nguyên Văn Nhon, dimissionario per raggiunti limiti d'età. Ha preso possesso della'arcidiocesi, nella cattedrale di San Giuseppe ad Hanoi il successivo 18 dicembre. Il 29 giugno 2019, giorno della solennità dei Santi Pietro e Paolo, si è recato presso la basilica di San Pietro in Vaticano, dove il pontefice gli ha consegnato il pallio, simbolo di comunione tra la Santa Sede e il metropolita, che gli è stato imposto il 6 agosto seguente da Marek Zalewski, arcivescovo titolare di Africa e rappresentante pontificio non-residente in Vietnam.
Dal 7 ottobre 2022 è vicepresidente della Conferenza episcopale del Vietnam.

## Genealogia episcopale e successione apostolica
La genealogia episcopale è:
- Cardinale Scipione Rebiba
- Cardinale Giulio Antonio Santori
- Cardinale Girolamo Bernerio, O.P.
- Vescovo Claudio Rangoni
- Arcivescovo Wawrzyniec Gembicki
- Arcivescovo Jan Wężyk
- Vescovo Piotr Gembicki
- Vescovo Jan Gembicki
- Vescovo Bonawentura Madaliński
- Vescovo Jan Małachowski
- Arcivescovo Stanisław Szembek
- Vescovo Felicjan Konstanty Szaniawski
- Vescovo Andrzej Stanisław Załuski
- Arcivescovo Adam Ignacy Komorowski
- Arcivescovo Władysław Aleksander Łubieński
- Vescovo Andrzej Stanisław Młodziejowski
- Arcivescovo Kasper Kazimierz Cieciszowski
- Vescovo Franciszek Borgiasz Mackiewicz
- Vescovo Michał Piwnicki
- Arcivescovo Ignacy Ludwik Pawłowski
- Arcivescovo Kazimierz Roch Dmochowski
- Arcivescovo Wacław Żyliński
- Vescovo Aleksander Kazimierz Bereśniewicz
- Arcivescovo Szymon Marcin Kozłowski
- Vescovo Mečislovas Leonardas Paliulionis
- Arcivescovo Bolesław Hieronim Kłopotowski
- Arcivescovo Jerzy Józef Elizeusz Szembek
- Vescovo Stanisław Kazimierz Zdzitowiecki
- Cardinale Aleksander Kakowski
- Papa Pio XI
- Vescovo Jean-Baptiste Nguyễn Bá Tòng
- Vescovo Thaddée Anselme Lê Hữu Từ, O.Cist.
- Cardinale Joseph Marie Trịnh Như Khuê
- Cardinale Paul Joseph Phạm Đình Tụng
- Arcivescovo Joseph Vũ Văn Thiên

La successione apostolica è:
- Vescovo Joseph Vũ Công Viện (2024)